# Pseudatemelia aeneella
Pseudatemelia aeneella is een vlinder uit de familie zaksikkelmotten (Lypusidae). De wetenschappelijke naam is voor het eerst geldig gepubliceerd in 1910 door Rebel.
De soort komt voor in Europa.